# Mike Starr (ator)
Michael "Mike" Starr (Queens, 29 de julho de 1950) é um ator americano. Alto e corpulento, com uma voz grave, Starr frequentemente interpreta mafiosos, policiais, capangas ou valentões. Ele foi membro regular do elenco de The Young and the Restless e Ed, e fez aparições nos filmes Goodfellas, Dumb and Dumber e Billy Bathgate.

## Biografia
Starr nasceu em um varejo em Flushing no Queens na cidade de Nova York onde sua mãe e seu pai empregado em um frigorífico moravam. A pós-graduação da Universidade Hofstra, ele e sua família moram em Riverdale ainda em New York. Seu irmão mais velho Beau Starr também é ator.
Ele já apareceu em filmes notáveis como Goodfellas, The Bodyguard, Ed Wood, Miller's Crossing, Jersey Girl, Dumb and Dumber e The Ice Harvest.

## Filmografia
- Cruising (1980)
- Bushido Blade (1981)
- The Natural (1984)
- The Last Dragon (1984)
- Cat's Eye (1985)
- The Protector (1985)
- The Money Pit (1986)
- Off Beat (1986)
- Violets Are Blue... (1986)
- King Kong Lives (1986)
- Nasty Hero (1987)
- Radio Days (1987)
- Magic Sticks (1987)
- Who's That Girl (1987)
- Five Corners (1987)
- Frank Nitti: The Enforcer (1988)
- The Chair (1988)
- White Hot (1988)
- Funny Farm (1988)
- The Appointments of Dennis Jennings (1988)
- Punchline (1988)
- Kojak: Ariana (1989
- Kojak: Fatal Flaw (1989)
- New York Stories (1989)
- Lean on Me (1989)
- Collision Course (1989)
- Uncle Buck (1989)
- Prime Target (1989)
- Last Exit to Brooklyn (1989)
- Born on the Fourth of July (1989)
- Blue Steel (1990)
- A Shock to the System (1990)
- Goodfellas (1990)
- Miller's Crossing (1990)
- The 10 Million Dollar Getaway (1991)
- Billy Bathgate (1991)
- Freejack (1992)
- Mac (1992)
- The Bodyguard (1992)
- Mad Dog and Glory (1993)
- Night Trap (1993)
- Son of the Pink Panther (1993)
- Me and Veronica (1993)
- Cabin Boy (1994)
- The Hudsucker Proxy (1994)
- Trial by Jury (1994)
- Ed Wood (1994)
- On Deadly Ground (1994)
- Dumb & Dumber (1994)
- The Shamrock Conspiracy (1995)
- A Pyromaniac's Love Story (1995)
- Clockers (1995)
- Two If by Sea (1996)
- James and the Giant Peach (1996)
- Blood and Wine (1996)
- Just Your Luck (1996)
- River Made to Drown In (1997)
- Flipping (1997)
- Hoodlum (1997)
- The Deli (1997)
- Lesser Prophets (1997)
- The Adventures of Ragtime (1998)
- Animals with the Tollkeeper (1998)
- Frogs for Snakes (1998)
- Snake Eyes (1998)
- Taxman (1999)
- Murder in a Small Town (1999)
- Gloria (1999)
- Summer of Sam (1999)
- The Lady in Question (1999)
- The Cactus Kid (2000)
- Backflash (2001)
- 3 A.M. (2001)
- Tempted (2001)
- Recess: School's Out (2001) (voz)
- Knockaround Guys (2001)
- The Next Big Thing (2001)
- Anne B. Real (2003)
- Under the City (2004)
- Jersey Girl (2004)
- Mickey (2004)
- Elvis Has Left the Building (2004)
- Jane Doe: The Wrong Face (2005)
- The Ice Harvest (2005)
- Jesse Stone: Night Passage (2006)
- Hot Tamale (2006)
- The Black Dahlia (2006)
- The Darkness (2007)
- Lone Rider (2008)
- Osso Bucco (2008)
- Black Crescent Moon (2008)
- Black Dynamite (2009)
- I Hate Valentine's Day (2009)
- Chicago Overcoat (2009)
- Lonely Street (2009)
- Wrong Turn at Tahoe (2009)
- BuzzKill (2009)
- Ca$h (2010)
- Tangled (2010) (voz)
- Kill the Irishman (2011)
- Mancation (2012)

### Trabalhos na TV
- Crime Story (1987)
- Law & Order (1991, 1995)
- Frasier (1994)
- 3rd Rock from the Sun (1996)
- Early Edition (1996)
- Home Improvement (1997)
- Star Trek: Deep Space Nine (1999)
- The West Wing (2000)
- Ed (2000–2002)
- Law & Order: Criminal Intent (2003)
- Without a Trace (2003)
- Scrubs (2004)
- Joan of Arcadia (2004–2005)
- NCIS (2005)
- House MD (2005)
- Stacked (2006)
- Life On Mars (2008)
- The Office (2009)
- Law & Order SVU (2010)
- The Young and the Restless (2011)
- Glee (2011)
- Days of our Lives (2011)